# Щербина Любов Миколаївна
Любов Миколаївна Щербина (нар. 21 квітня 1946, село Дмитрівка, тепер Знам'янського району Кіровоградської області) — українська радянська діячка, доярка дослідного господарства інституту «Асканія-Нова» Чаплинського району Херсонської області. Депутат Верховної Ради СРСР 9-го скликання.

## Життєпис
Народилася в багатодітній селянській родині. Батько рано помер. Освіта неповна середня: закінчила Дмитрівську восьмирічну школу Кіровоградської області.
У 1963—1966 роках — доярка колгоспу «Правда» села Дмитрівки Знам'янського району Кіровоградської області.
З 1966 року — доярка дослідного господарства інституту «Асканія-Нова» в селі Молочне Чаплинського району Херсонської області. З 1970 року очолювала комсомольсько-молодіжну ланку доярок.
Член ВЛКСМ з 1968 року.
Потім — на пенсії в селі Молочне Каховського району Херсонської області.

## Нагороди
- орден «Знак Пошани»
- медаль «За доблесну працю. В ознаменування 100-річчя з дня народження Володимира Ілліча Леніна» (1970)